# Alertigorgia
Alertigorgia is een geslacht van neteldieren uit de klasse van de Anthozoa (bloemdieren).

## Soorten
- Alertigorgia hoeksemai van Ofwegen & Alderslade, 2007
- Alertigorgia mjöbergi Broch, 1916
- Alertigorgia orientalis (Ridley, 1884)